# Penicillium
Penicillium là một chi nấm có tầm quan trọng lớn trong môi trường tự nhiên cũng như sản xuất thực phẩm và thuốc.
Vài thành viên của chi được dùng để sản xuất penicillin - một kháng sinh có thể giết chết hoặc ngừng sự phát triển của một số loại vi khuẩn trong cơ thể. Vài loài lại được dùng để làm pho mát. Theo Dictionary of the Fungi (ấn bản lần thứ 10, 2008), Penicillium gồm hơn 300 loài.

## Một số loài
- Penicillium albocoremium
- Penicillium aurantiogriseum
- Penicillium bilaiae

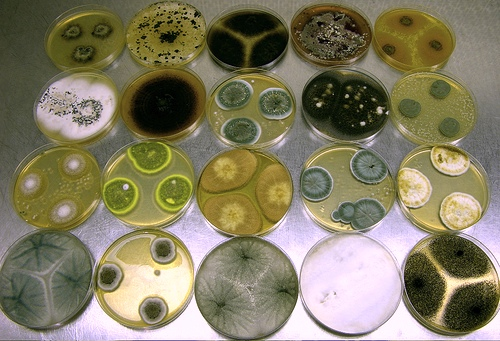
Nhiều loài nấm Penicillium và Aspergillus phát triển trên đĩa cấy axenic

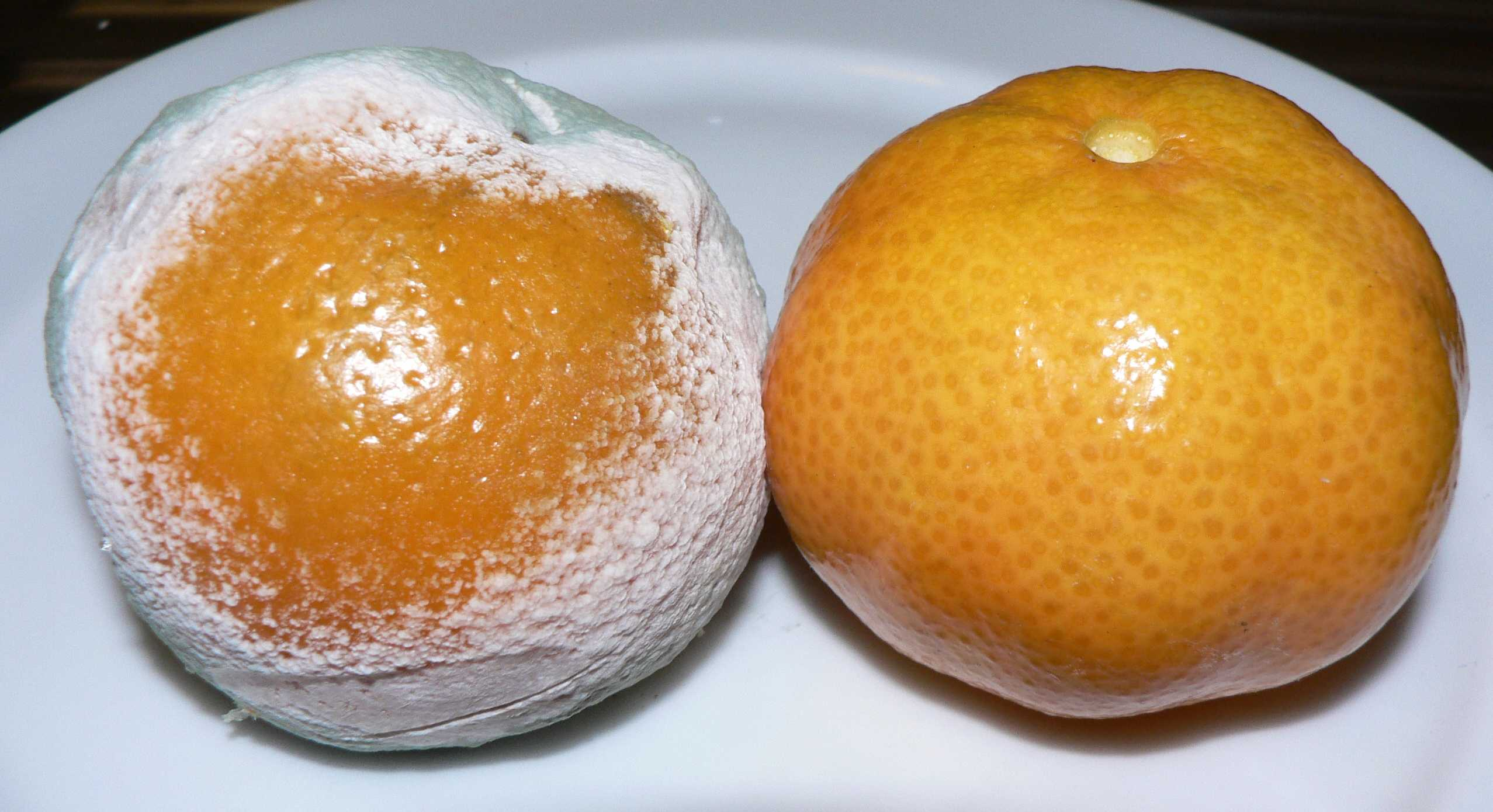
Mốc Penicillium trên quýt

- Penicillium camemberti, được sử dụng trong sản xuất pho mát Camembert và Brie
- Penicillium candidum, được sử dụng trong sản xuất pho mát Camembert và Brie. Nó đã được giảm xuống thành đồng nghĩa với Penicillium camemberti.
- Penicillium chrysogenum (trước đây được biết đến như Penicillium notatum), sản xuất các kháng sinh penicilin.
- Penicillium claviforme
- Penicillium commune
- Penicillium crustosum
- Penicillium digitatum
- Penicillium echinulatum
- Penicillium expansum, một loài gây bệnh cây
- Penicillium funiculosum, một loài gây bệnh cây
- Penicillium glabrum
- Penicillium glaucum, được sử dụng trong sản xuất pho mát Gorgonzola
- Penicillium italicum
- Penicillium lacussarmientei
- Penicillium marneffei
- Penicillium purpurogenum
- Penicillium roqueforti, được sử dụng trong sản xuất pho mát Roquefort, Danish Blue, và gần đây là Gorgonzola
- Penicillium stoloniferum
- Penicillium ulaiense
- Penicillium verrucosum sản xuất ochratoxin A
- Penicillium viridicatum sản xuất ochratoxin